# 水内清光
水内 清光（みずうち きよみつ、1960年11月17日 - ）は、日本の声優、舞台俳優。大阪府出身。

## 人物
2024年まで賢プロダクションに所属していた。
特技は殺陣、武術全般。

## 出演
太字はメインキャラクター。

### テレビアニメ
1993年
- 機動戦士Vガンダム（管制官A）
- 疾風!アイアンリーガー（1993年 - 1994年、ゴルフリーガー、サーティーン、ホーリー、ウイッシュボーン、サンダーボルト）
- ジャングルの王者ターちゃん♡（1993年 - 1994年、紫陽拳、ジャック）
- ミラクル★ガールズ（SP）

1994年
- 勇者警察ジェイデッカー（鴨原、アナウンサー）
- レッド・バロン（操縦者）

1995年
- バーチャファイター（ミウラ・ハヤト）

1996年
- 怪盗セイント・テール（男）
- 超者ライディーン（ケルベロス）
- 名探偵コナン（1996年 - 2023年、アナコンダ片桐、金田圭三、牛込巌、間貫一、ダーク・サシム、代田育雄、笠松則男、鏡堂望、米沢友二 他）
- 勇者指令ダグオン（ザゴス星人）

1997年
- 金田一少年の事件簿（1997年 - 1999年、大村紺、辻健二、鳳辰馬）
- 剣風伝奇ベルセルク（側近、従者、将軍B）
- BURN-UP EXCESS（ボブ）
- 勇者王ガオガイガー（司会者、主任、ゾンダー）

1998年
- カウボーイビバップ（男B、警官2、ギャングB、警備員）
- デビルマンレディー（カメラマンB）
- ヨシモトムチッ子物語（スパイダーマツモト）

1999年
- キョロちゃん（1999年 - 2001年、メグロさん、タナカE、老師、ギロッシュ俳優、タナカ司会者）

2000年
- 週刊ストーリーランド（大臣、アナウンサー、刑事）
- ブギーポップは笑わない Boogiepop Phantom（教師）

2001年
- スクライド（須藤聡、監視員、高官）
- 地球少女アルジュナ（シードUS隊員）

2002年
- 朝霧の巫女（依頼人）
- アベノ橋魔法☆商店街（銀行員A）
- 犬夜叉（村長）
- Weiß kreuz Glühen
- 機動戦士ガンダムSEED（ホムラ代表、モディン、副官、司令、首長）
- GetBackers-奪還屋-（保険社員）
- 超重神グラヴィオン（2002年 - 2004年、アングル、男A） - 2シリーズ
- 天使な小生意気（馬面）
- まほろまてぃっく 〜もっと美しいもの〜（町会長）

2003年
- R.O.D -THE TV-（国語教師、副館長）
- 明日のナージャ（馬小屋の男、カトリーヌの夫）
- OVERMANキングゲイナー（鉄道隊員C）
- クロノクルセイド（警部）
- 金色のガッシュベル!!（運転手、暗殺者）
- シンデレラボーイ（マヤの父親）
- ストラトス・フォー（本庄天留彦 他）
- 高橋留美子劇場 人魚の森（父）

2004年
- GIRLSブラボー first season（野球部員C、英語ナレーション）
- 焼きたて!!ジャぱん（医者）
- ルパン三世 盗まれたルパン 〜コピーキャットは真夏の蝶〜（白竜）

2005年
- 格闘美神 武龍（2005年 - 2006年、源さん、和基） - 2シリーズ
- CLUSTER EDGE（兵士）
- SPEED GRAPHER（傭兵）
- NARUTO -ナルト-（ホクシン）

2006年
- いぬかみっ!（警官）
- Ergo Proxy（イギー）
- ブラック・ジャック21（医師）
- こてんこてんこ（パペック、ザーボ）
- マージナルプリンス〜月桂樹の王子達〜（ジャンニ・ヴィスコンティ）
- まじめにふまじめ かいけつゾロリ（将軍）

2007年
- 恋する天使アンジェリーク〜かがやきの明日〜（親族）
- BLUE DROP 〜天使達の戯曲〜（運転手）
- ラブ★コン（コーチ）

2008年
- 西洋骨董洋菓子店 〜アンティーク〜（課長）

2009年
- 戦場のヴァルキュリア（ベーベル）
- Phantom 〜Requiem for the Phantom〜（カルロ・メンドーサ）

2010年
- COBRA THE ANIMATION（ボガード）

2011年
- ドラえもん（テレビ朝日版第2期）（2011年 - 2023年、司会者、八百屋さん店主、先輩）

2012年
- 銀河へキックオフ!!（2012年 - 2013年、高遠茂樹、サンダーボルツ監督）
- リトル・チャロ〜東北編〜（王将の駒）

2013年
- はじめの一歩 Rising（鬼槍留会長）

2014年
- のうりん（中沢喜一）
- パックワールド（ストリクラー教官）
- バディ・コンプレックス（コーネフ）
- ヒーローバンク（ナレーション）

2015年
- うしおととら（麻子の祖父）
- コンクリート・レボルティオ〜超人幻想〜（杉本淳一）

2017年
- 鬼平（佐嶋忠介）

2018年
- 銀河英雄伝説 Die Neue These 邂逅（シュターデン）
- ポケットモンスター サン&ムーン（2018年 - 2019年、ブルガン）

2019年
- レイトン ミステリー探偵社 〜カトリーのナゾトキファイル〜（ブリジー・カケイル）
- ソードアート・オンライン アリシゼーション War of Underworld（レンギル）

2020年
- もっと!まじめにふまじめ かいけつゾロリ（チャームの父、ラグロー）
- ヒーリングっど♥プリキュア（2020年 - 2021年、沢泉きよし）
- 進撃の巨人（カルヴィ）

2021年
- SK∞ エスケーエイト（玉城社長）
- ふしぎ駄菓子屋 銭天堂（美術学校の先生）
- DRAGON QUEST -ダイの大冒険-（ゴッポル）
- ピーチボーイリバーサイド（爺鬼）
- サザエさん（大門）

2022年
- おしりたんてい（しつじ）

2023年
- 天国大魔境（ナレーション）

2024年
- ザ・ファブル（マツ）
- 菜なれ花なれ（YJ）

2025年
- CITY THE ANIMATION（いい人、編集長、室根、荒島早雲、黒部五郎）

### 劇場アニメ
1992年
- 銀河英雄伝説外伝 黄金の翼

1996年
- ルパン三世 DEAD OR ALIVE

1997年
- 地球が動いた日（若者）

2002年
- シックス・エンジェルズ（将校A）

2003年
- 名探偵コナン 迷宮の十字路（片岡八郎）

2004年
- 名探偵コナン 銀翼の奇術師（無線会話）

2013年
- 映画かいけつゾロリ まもるぜ!きょうりゅうのたまご（恐竜パパ）
- 名探偵コナン 絶海の探偵（笹浦洋介）

2015年
- 劇場版 PSYCHO-PASS サイコパス（マー）

2019年
- 名探偵コナン 紺青の拳（警備員）

2021年
- 僕のヒーローアカデミア THE MOVIE ワールド ヒーローズ ミッション（WHA長官）

### OVA
1991年
- 銀河英雄伝説（アムスドルフ〈2代目〉）

1992年
- 創竜伝

1994年
- ダーティペア FLASH（宦官、コンピュータ、ドラゴンB）
- ダーティペア FLASH3（アナウンサー、男性キャスター）

1996年
- 新世紀GPXサイバーフォーミュラSAGA（1996年 - 1997年、アナウンサー）

1998年
- 新世紀GPXサイバーフォーミュラSIN（1998年 - 2000年、アナウンサー / デイブ）

1999年
- タイムレンジャー セザールボーイの冒険 ローマ帝国編（ブルーガス）

2002年
- 戦闘妖精雪風（メイル、管制官、参謀B）

2004年
- 王ドロボウJING in Seventh Heaven（ドードー）
- おジャ魔女どれみナ・イ・ショ（アンリマーの父）
- ストラトス・フォー（X シリーズ）（オタクD）

2005年
- GUNDAM EVOLVE（2005年 - 2006年、ブルー・ローズ、魔殺駆） - 2作品
- 警察戦車隊 TANK S.W.A.T. 01（ゴルファー）

2007年
- GUNDAM EVOLVE../14（魔殺駆）
- 装甲騎兵ボトムズ ペールゼン・ファイルズ（作戦指揮官、秘書官）
- なっとうボーイ（菌星大王）

2012年
- 史上最強の弟子 ケンイチ（刑事）※単行本49巻の特装版に付属のDVD

2014年
- 進撃の巨人 悔いなき選択（荷主）※単行本第15巻DVD付き限定版

2017年
- 進撃の巨人 Wall Sina,Goodbye（エリオット・グーンベルク・ストラットマン）

### Webアニメ
- ガンダムビルドファイターズ GMの逆襲（2017年、J）
- 無限の住人-IMMORTAL-（2019年、霞江斎）
- PLUTO（2023年、シェリング）

### ゲーム
1991年
- 戦国関東三国志（織田信長）
- 太平記（足利直義）

1992年
- 山村美紗サスペンス 金盞花京絵皿殺人事件

1996年
- エクストラブライト（参謀）

1997年
- ムーンライトシンドローム

1998年
- Code R（橋本昌哉、松尾健三）

1999年
- 新世紀GPXサイバーフォーミュラ 新たなる挑戦者（デイブ・ロンバート）
- 勇者王ガオガイガー BLOCKADED NUMBERS（アイスクリーム屋）

2002年
- ハリー・ポッターと秘密の部屋（組分け帽子）
- スター・ウォーズ ローグ スコードロン II（ベースボイス）

2004年
- 幻想水滸伝IV（イザク）
- 007 エブリシング オア ナッシング（番兵）PlayStation 2版、ニンテンドー ゲームキューブ版
- テイルズ オブ リバース（マルコ・ベネット）
- 天誅 紅

2006年
- いぬかみっ! feat.Animation（警官 他）
- 格闘美神 武龍（文龍、チンピラ）
- 機動戦士ガンダム Target in Sight（連邦軍士官 他）

2007年
- Microsoft Flight Simulator X
- レインボーシックス ベガス

2008年
- テイルズ オブ シンフォニア -ラタトスクの騎士-（イセリア村長）
- テイルズ オブ ハーツ（オーブ）
- レインボーシックス ベガス 2（アーロン・ローレンス）

2010年
- 忍者活劇 天誅 紅 Portable

2012年
- スーパーロボット大戦OGサーガ 魔装機神II REVELATION OF EVIL GOD（ジェン・デミン）
- タイムトラベラーズ（目崎要）
- マブラヴ オルタネイティヴ

2013年
- 真・女神転生IV
- テイルズ オブ ハーツ R（オーブ、アラゴ）
- マブラヴ オルタネイティヴ トータル・イクリプス（早蕨艦長）
- ライトニング リターンズ ファイナルファンタジーXIII

2015年
- グランキングダム（ブロニモス）

2017年
- バイオハザード7 レジデント イービル（アラン・ダグラス）

2022年
- スターオーシャン6 THE DIVINE FORCE（ロンバート・クレムラス、行商人ラドル）

2023年
- インフィニティ ストラッシュ ドラゴンクエスト ダイの大冒険（ゴッポル）

2024年
- 百英雄伝（リューハン）

### ドラマCD
- あの、晴れた青空〜10tn Anniversary Limited Box〜（加賀先生）
- クロノクルセイド オリジナルドラマSPIRIT（NY市警警部）
- The MANZAI 2（校長）
- 最後のドアを閉めろ!（熊谷課長）
- スターオーシャンEX 第1巻（執事）
- SASRA 4（コーナー）
- 新機動戦記ガンダムW BRIND TARGET（外交官）
- テイルズ オブ ハーツドラマCD IV（アラゴ）
- テイルズ オブ リバース Vol.1（マルコ）
- とらいあんぐるハート'S サウンドステージ（ナレーション）
- ひそやかな情熱 番外編（成田豪造）
- 新世紀GPXサイバーフォーミュラSAGA ROUND1 明日へのフォーカス（アナウンサー）
- 新世紀GPXサイバーフォーミュラSAGA ROUND4 I WILL BE BACK（グーリー）
- 炎の行方（運転手）
- 身代わり王子の純愛（国王）

### ラジオドラマ
- VOMIC 死神監察官雷堂（鎌泉、風祭）

### 特撮
- 宇宙戦隊キュウレンジャー（2017年、ドーギュンの声）

### 吹き替え

#### 担当俳優
クリストファー・カズンズ
- キャッスル 〜ミステリー作家は事件がお好き シーズン6（ノーラン・バーンズ）
- CSI:14 科学捜査班（ケン・ウォレス）
- VEGAS/ベガス（ランダル）

ディラン・ベイカー
- 13デイズ（ロバート・マクナマラ）※ソフト版
- ホワイトカラー シーズン3 #12（アンディ・ウッズ）
- レボリューショナリー・ロード/燃え尽きるまで（ジャック・オードウェイ）

フランク・グリロ
- ホイールマン 〜逃亡者〜（走り屋）
- 炎のデス・ポリス（テディ）
- マーベル・シネマティック・ユニバース
  - キャプテン・アメリカ/ウィンター・ソルジャー（ブロック・ラムロウ）
  - シビル・ウォー/キャプテン・アメリカ（ブロック・ラムロウ / クロスボーンズ）
  - アベンジャーズ/エンドゲーム（ブロック・ラムロウ）
  - ホワット・イフ...?（ブロック・ラムロウ）

#### 映画（吹き替え）
- アースフォール 地球壊滅（スティーヴン・ラノン〈ジョー・ランドー〉）
- アイス・ハーヴェスト 氷の収穫（ヴィク〈ビリー・ボブ・ソーントン〉）
- アサルト13 要塞警察 ※テレビ朝日版
- アポロ18（ネイサン・ウォーカー〈ロイド・オーウェン〉）
- ALI アリ
- ある日モテ期がやってきた（フラー〈アンドリュー・デイリー〉）
- アルマゲドン ※日本テレビ版・テレビ朝日版
- アレキサンダー（クレイトス〈ゲイリー・ストレッチ〉）
- 愛しのトリートメント（チップ・オヘリヒー〈シーモア・カッセル〉）
- イーオン・フラックス
- インターステラー（校長〈デヴィッド・オイェロウォ〉）
- インディ・ジョーンズ/魔宮の伝説（モラ・ラム〈アムリーシュ・プリー〉） ※WOWOW版・BD版
- インベージョン
- ウォッチメン（ローリーの父）
- AVP2 エイリアンズVS.プレデター（救急処置室研修医の医者〈エイドリアン・ハフ〉、特殊部隊司令官〈カーティス・カラヴァッジオ〉）
- es（シュッテ / 囚人番号82〈オリヴァー・ストコウスキ〉） ※DVD版
- X-コンタクト（グラフ〈ランス・ヘンリクセン〉）
- X-MENシリーズ
  - X-メン（ヘンリー・ガイリッチ） ※テレビ朝日版
  - X-MEN2（ライマン〈ピーター・ウィングフィールド〉） ※劇場公開版
  - LOGAN/ローガン（ザンダー・ライス博士〈リチャード・E・グラント〉）
- エニイ・ギブン・サンデー（ジャック・ルーニー〈デニス・クエイド〉） ※テレビ朝日版
- エルム街の悪夢（ドナルド・トンプソン〈ジョン・サクソン〉） ※ソフト版
- 追いつめられて（ケビン〈レオン・ラッサム〉）※ソフト版
- 男たちの挽歌 ※DVD版
- 男たちの挽歌II（コー）※DVD版
- 悲しみが乾くまで（ジョー）
- ガッチャ!（アル〈アレックス・ロッコ〉）
- 記憶探偵と鍵のかかった少女（ロバート・グリーン〈リチャード・ディレイン〉）
- キャッツ & ドッグス
- キャリアーズ（アレンズ〈ビル・ナン〉）
- キング・コング（市長）
- キング・ソロモン（ハートフォード）
- キングダム/見えざる敵
- グラディエーター ※テレビ朝日版
- クローサー（チョウ・ナン〈ワン・シュウルン〉） ※ビデオ版
- クロコダイル・ダンディー in L.A.（フィシュマン）
- 刑事マディガン（バーニー・ベネシュ〈スティーヴ・イーナット〉）
- ゴーストライダー（バートン・ブレイズ〈ブレット・カレン〉）
- ことの終わり（スマイス神父〈ジェイソン・アイザックス〉）
- 氷の微笑（タルコット警部〈チェルシー・ロス〉）※DVD版
- 交渉人（ヘルマン〈ネスター・セラーノ〉）
- サイダーハウス・ルール（マディ〈K・トッド・フリーマン〉）
- サウンド・オブ・サイレンス（ジェイク〈ポール・シュルツ〉）
- サタンクロース（おじいちゃん〈ロバート・カルプ〉）
- ザ・クリミナル（ヒューム〈エディー・イザード〉）
- ザ・バンク 堕ちた巨像（チェルッティ）
- 三銃士/王妃の首飾りとダ・ヴィンチの飛行船（カリオストロ伯爵〈ティル・シュヴァイガー〉） ※テレビ朝日版
- ジーン・シモンズのロックン・ロール（ナレーション）
- シャネル&ストラヴィンスキー（ディミトリ大公〈ラシャ・ブコヴィッチ〉）
- 銃撃犯（ヘルマン〈ジョー・パントリアーノ〉）
- 白い鳥（タリー〈ロン・シルヴァー〉）
- スイミング・プール（フランク〈ジャン＝マリー・ラムール〉）
- スケルトン・キー（ベン〈ジョン・ハート〉）
- スターリングラード ※日本テレビ版
- スタンド・バイ・ミー ※BD版
- ステルスファイター（ターナー〈アイス・T〉）
- スナイパー（ミラー〈ロジャー・クロス〉）
- スモール・ソルジャーズ（キップ・キリガン）※テレビ版
- 戦争のはじめかた（リー曹長〈スコット・グレン〉）
- セントアンナの奇跡（ヘクター・ネグロン伍長〈ラズ・アロンソ〉）
- タイカス（クロフォード〈デニス・ホッパー〉）
- ターミネーター4（ロシェンコ将軍〈イヴァン・グヴェラ〉）
- タイガーランド（フィルモア軍曹〈マイケル・シャノン〉）
- ダイ・ハード/ラスト・デイ（司令官）
- ダウト（ゴドフリー〈ブルース・マッギル〉）
- ダブル・ガントレット（ニック〈スタンリー・トゥッチ〉）
- ダブル・クライム（ザヌック〈J・T・ウォルシュ〉）
- ダークウォーター 奪われた水の真実（ブルース〈キム・コーツ〉）
- 007 ユア・アイズ・オンリー（ミロス・コロンボ〈トポル〉） ※DVD新録版
- チェイス・ザ・ドリーム（ヘンリー〈デニス・クエイド〉）
- 地球が静止する日（米軍大佐〈ロバート・ネッパー〉）
- 沈黙の標的（エド・グレイ〈コーリイ・ジョンソン〉）
- デイ・ウォッチ
- デイブレイク（スタンリー〈ロイ・シャイダー〉）
- デジャヴ（ラリー・ミヌーティ〈マット・クレイヴン〉）
- デッド・インパクト 処刑捜査（デュバル〈ケビン・ウィッジンズ〉）
- トーマス・クラウン・アフェアー（詐欺師）※ソフト版
- ドクター・ドリトル2（クマのソニー）※DVD版
- ドニー・ダーコ（ジム・カニングハム〈パトリック・スウェイジ〉）
- トラブル・マリッジ カレと私とデュプリーの場合（トンプソン〈マイケル・ダグラス〉）
- トランスフォーマー/ロストエイジ（ドリフト）
- トランスフォーマー/最後の騎士王（ドリフト）
- 747エア・ターゲット（ケッチャム〈ロレンツォ・ラマス〉）
- ナチュラル（レッド〈リチャード・ファーンズワース〉）
- ナイト ミュージアム/エジプト王の秘密（アーチボルト〈マット・フリューワー〉）
- NEXT -ネクスト-（ウィズダムNSA局長〈ジム・ビーヴァー〉）
- バイオハザードシリーズ（サミュエル・アイザックス博士〈イアン・グレン〉）
  - バイオハザードII アポカリプス ※ソフト版
  - バイオハザードIII ※ソフト版
  - バイオハザードV リトリビューション ※劇場公開版
  - バイオハザード: ザ・ファイナル ※劇場公開版[21]
- ハイランダー ネクスト（メゾス〈ピーター・ウィングフィールド〉）
- HATCHET/ハチェット（ジム〈リチャード・リール〉）
- バニシング in 60（アトリー・ジャクソン〈ジョージ・コール（英語版）〉） ※DVD版・ビデオ版
- ハムナプトラ2/黄金のピラミッド（ジャック〈ジョー・ディクソン〉）※テレビ朝日版
- Be Cool/ビー・クール
- ピッチブラック（グレッグ・オーウェンズ〈サイモン・ヘルバーク〉）※BD版
- ブーリン家の姉妹（ノーフォーク公〈デビッド・モリシー〉）
- ファイヤーウォール ※ソフト版
- ファウスト（ダン〈ジェフリー・コムズ〉）
- 4デイズ（カークメジアン〈マイケル・ローズ〉）
- ブライド（カール〈ティモシー・ボトムズ〉）
- ブラック・デイズ 裏切りの系譜（ロバート・ランディス〈チャールズ・ダーニング〉）
- ブラザーズ・グリム
- フラッグ・オブ・ソルジャーズ 勝利なき戦場（ジャンニーニ陸軍少尉）
- ブラック・ドッグ（アレン・フォード〈チャールズ・S・ダットン〉） ※ソフト版
- プロフェッサー/完全犯罪（グッドイヤー〈ブライオン・ジェームズ〉）
- ブレイド2（チュパ〈マット・シュルツ〉） ※ソフト版
- ベイサイド・ウェポン（ローク〈ジェームズ・ルッソ〉）
- ペイバック ※ソフト版
- ベイビー・トーキング（ヒープ博士〈クリストファー・ロイド〉）※Netflix版
- ペンタゴン・クライシス 米国防総省の陰謀（デール・キャメロン〈マーシャル・ベル〉）
- ボディ・ショット（トレント〈ロン・リビングストン〉）
- ボーン・ダディ（パーマー〈ルトガー・ハウアー〉）
- ホワイトハウス・ダウン（ホープ〈ジェイク・ウェバー〉[22]）
- マーサの幸せレシピ
- マイ・ブラザー・エディ
- ミッション:インポッシブル/ゴースト・プロトコル（アナトリー・シディロフ〈ウラジミール・マシコフ〉）
- モ'・ベター・ブルース（マドロック〈サミュエル・L・ジャクソン〉）
- ユナイテッド93（ワース〈サム・ロバーズ〉） ※テレビ東京版
- ラストブラッド（ニールセン軍曹）
- ラフドラフト 殺人実況中継（ネルソン〈ゲイリー・ビジー〉）
- 理想の彼氏（フランク〈サム・ロバーズ〉）
- レッドベルト 傷だらけのファイター（ジョー・コリンズ〈マックス・マーティーニ〉）
- レマゲン鉄橋（フォン・ブロック陸軍上級大将〈ペーター・ファン・アイク〉） ※テレビ東京版
- ロフト.（ビンセント・スティーブンス〈フィリップ・ペータース〉）
- ワイルドシングス3（ジェイ・クリフトン〈ブラッド・ジョンソン〉）
- ワイルド・アット・ハート（マーセラス〈J・E・フリーマン〉）
- ワイルド・バレット（アンゾ・ユゴルスキー〈カレル・ローデン〉）
- ワイルド・ウエスタン 荒野の二丁拳銃（ジェイコブ・コルビー〈エド・ローター〉）
- ワンス・アポン・ア・タイム・イン・チャイナシリーズ ※ビデオ版
  - ワンス・アポン・ア・タイム・イン・チャイナ/少林故事（クウチ大師〈レオン・カーヤン〉）
  - ワンス・アポン・ア・タイム・イン・チャイナ/無頭将軍（ホン提督〈レオン・カーヤン〉）
  - ワンス・アポン・ア・タイム・イン・チャイナ/辛亥革命（総督）

#### ドラマ
- I AM 私の分岐点 シーズン2 #3（ジョン〈マイケル・グールド〉[23]）
- アリー my Love
- アローバース（イオバード・ソーン / リバース・フラッシュ〈マット・レッシャー〉）
  - THE FLASH/フラッシュ
  - レジェンド・オブ・トゥモロー
- アンダーカバー・ボス4 社長潜入調査
- ER緊急救命室シリーズ
  - シーズン11 #229（パーキンス〈ルー・リチャーズ〉）
  - シーズン13 #273（ウェラー〈サル・ヴィスカソ〉）
  - シーズン15 #317（リッチー〈クリス・ブルーノ〉）
- WITHOUT A TRACE/FBI 失踪者を追え!（カミングス、パーソンズ）
- ヴィンチェンツォ（ハン・スンヒョク〈チョ・ハンチョル〉[24]）
- エイリアン・ウォーズ（アインホーン）
- FBI: 特別捜査班
- NCIS 〜ネイビー犯罪捜査班（レイノルズ警部補〈キーラン・マローニー〉、リバース海軍司令官〈マーク・シバーツェン〉）
- NCIS 〜ネイビー犯罪捜査班 シーズン6（ブルース・リヴァースFBI捜査官）
- エレメンタリー ホームズ&ワトソン in NY（ハリソン・ポーク〈ジョナサン・ウォーカー〉）
- カンフー・キングダム（ホワイトクレイン〈デビッド・キャラダイン〉）
  - EPISODE1:王国の存亡
  - EPISODE2:4つの地獄門
- 救命医ハンク6 セレブ診療ファイル
- 恐竜家族
- グッド・ワイフ（グレン・チャイルズ〈タイタス・ウェリヴァー〉）
- クリミナル・マインド5 FBI行動分析課 #12（マーティ・コトローン）
- クリミナル・マインド11 FBI行動分析課（バーナード・グラフ）
- 刑事フォイル
- コールドケース3
- 五星大飯店〜Five Star Hotel〜（パン・ユーロンの父）
- コバート・アフェア シーズン2（ウィル〈マーク・モーゼス〉）
- CSI:科学捜査班（ポール・ミランダー〈マット・オトゥール〉）
- CSI:ニューヨーク（サッカー刑事〈ポール・キャラフォツ〉）
- CSI:ニューヨーク3（ユーリ〈パシャ・リチニコフ〉）
- ジ・アメリカンズ
- シャドウハンター The Mortal Instruments
- 自白映像ファイル（ウェズリー・マイヤーズ、ジョン・ハルシング、ボブ・トンプソン）
- 新チャーリーズ・エンジェル
- 新入社員（ク部長）
- スーパーナチュラル シーズン6
- DALLAS/スキャンダラス・シティ
- SCORPION/スコーピオン シーズン1 #19（LA警察救命局長〈ジョン・ポージー〉）
- スターゲイト SG-1（ハリー・メイボーン大佐〈トム・マクベス〉）
- ストレンジャー・シングス 未知の世界 シーズン2（サム・オーエンズ博士〈ポール・ライザー〉）
- スピン・シティ（医師）
- ダーマ&グレッグ（プロスペロ〈ロバート・ウィズダム〉）
- たどりつけばアラスカ（リック〈グラント・グッドイブ〉）
- ダメージ（フレミング〈ロバート・プレスコット〉）
- チャームド〜魔女3姉妹〜 シリーズ
  - シーズン1（アンディ・トゥルードー〈T・W・キング〉）
  - シーズン2 #38（黒の守護者〈アーノルド・ヴォスルー〉）
  - シーズン4 #88（魔女ハンター）
  - シーズン6 #119（モードーント）
- デスパレートな妻たち6
- デッド・ゾーン
- 24 -TWENTY FOUR- シーズン3（ガエル・オルテガ〈ジェス・ボレッゴ〉）
- ナルコス（マイク・スペンサー〈マシュー・グレイヴ〉）
- NUMBERS 天才数学者の事件ファイル（ジョー・マクネビシュ）
- NUMBERS 天才数学者の事件ファイル シーズン6（レン・マダックス〈ジョン・デイビット・ケイシー〉）
- 馬医（孝宗）
- ハイテク武装車バイパー2（トレメーン）
- ハリーズ・ロー 裏通り法律事務所（トーマス・ジェファーソン〈クリストファー・マクドナルド〉）
- HAWAII FIVE-0（ノーマン・ラッセル博士〈ジョン・サリバン〉）
- 犯罪捜査官ネイビーファイル（ネッド・パデロフスキー〈スレード・バーネット〉、エドナー）
- FIRES〜オーストラリアの黒い夏〜 #2（ダンカン〈リチャード・ロクスバーグ〉[25]）
- フォーリング スカイズ
- ブラインドスポット タトゥーの女（ロッシ〈ジェームス・コルビー〉）
- THE BLACKLIST/ブラックリスト（ボビー・ジョニカ〈ジェームス・コルビー〉）
- プリズン・ブレイク
- FRINGE/フリンジ
- ヘムロック・グローヴ2（ドクター・スピヴァグ）
- ベルリン ER（シュテフェン）
- ボードウォーク・エンパイア 欲望の街（エドワード・ベイダー〈ケビン・オルーク〉）
- HOMELAND（スコット・ライアン〈ティム・ギニー〉）
- BONES シーズン10（ロジャー〈ジェイソン・グレイ＝スタンフォード〉）
- ホワイトカラー
- MACGYVER/マクガイバー #14（マーティン・ドライヤーFBI地域支局長）
- またの名をグレイス（キニア）
- ミス・マープル5 蒼ざめた馬（マーク・イースターブルック）
- ミディアム5 霊能者アリソン・デュボア（ブラッド・アルバーク刑事）
- 名探偵ポワロ 三幕の殺人（デリク・デイカーズ大尉）※NHK版
- 名探偵モンク1 #6
- Major Crimes 〜重大犯罪課 シーズン4（デビッド・ファレル〈マーク・ダーウィン〉）
- メリは外泊中（ジョン・ソク〈パク・ジュンギュ〉）
- THE MENTALIST/メンタリスト3（フランク・ロックハート）
- モエシャ（フランク・ミッチェル〈ウィリアム・アレン・ヤング〉）
- ラスト・キングダム（アッサー〈ニコラス・ロウ〉）
- LOVE/ラブ（スティーヴン・ホプキンス〈デヴィッド・スペード〉）
- LEFTOVERS/残された世界 シーズン3（アルトゥーロ〈ベニート・マルティネス〉）
- ヤング・スーパーマン（ゴードン・ゴッドフリー〈マイケル・デインジャーフィールド〉）
- 私はラブ・リーガル4（ウォルター・バー弁護士〈デイビット・ガウツロー〉）

#### アニメ
- アンツ
- FはFamilyのF
- シュレックシリーズ（長ぐつをはいたネコ）
  - シュレック 泥んこコレクション
  - シュレックの愉快なクリスマス
  - 長ぐつをはいたネコ: おとぎ話から脱出せよ!
- G.I.ジョー・エクストリーム（レッド・マクノックス）
- スピリット スタリオン・オブ・ザ・シマロン（アダムス軍曹）
- ディズニー作品
  - 短編映画（モーティマー・マウス（『ミッキーのライバル大騒動』（BVHE（新）版）、ミッキーマウス　クラブハウス、ミッキーマウス!）
- ちいさなプリンセス ソフィア
- ナルニア国物語〜ライオンと魔女〜（アスラン）
- バットマン
- ヘラクレス（男性）

#### テレビ番組
- ホテル・ヘル 熱血!再生プロジェクト

### ボイスオーバー
- サイエンスミステリー（フジテレビ）
- 世紀の戦車対決（ディスカバリーチャンネル）
- ダウントン・アビーの舞台 ハイクレア城の秘密（2014年、NHK総合）
- ドキュメント地球時間（NHK総合）
- ドクター・オズ・ショー（マホメット・オズの声）
- BS世界のドキュメンタリー（NHK-BS1）
  - 「終わらない悪夢 放射性廃棄物はどこへ」（2011年、海軍研究家 ノーマン・ボルマー）
  - 「ヒトラーチルドレン〜ナチスの罪を背負って」（2013年、ライネル・ヘスの声）
  - 「ライバルたちが時代をつくる」（2015年）
  - 「史上最大の謀略作戦 〜ノルマンディー上陸作戦の内幕〜」（2017年）
  - 「NYタイムズの100日間 〜トランプ政権とメディアの攻防〜」（2018年）
  - 「睡眠不足の科学 眠れぬ夜の解消法」（2020年）
  - 「さまよえるWHO —米中対立激化の裏側—」（2020年）
  - 「フィリップ殿下 女王と歩んだ軌跡」（2021年）
  - 「ポストコロナ 働き方の未来」（2022年）
  - 「ディカプリオ 挑戦の軌跡」（2022年）
- 世界の衝撃ストーリー（テレビ東京）

### ナレーション
- NHKスペシャル（NHK総合）
- 輝く命〜衝撃の運命と家族の愛〜（テレビ東京）
- TXNニュースアイ（テレビ東京）
- 知ってるつもり?!（日本テレビ）
- ジーン・シモンズのROCK SCHOOL（WOWOW）
- バイブル〜知られざる聖書の謎〜（ヒストリーチャンネル）
- BS世界のドキュメンタリー（NHK-BS1）
  - 「ダイヤモンド・クイーン 王室の存亡と近代化」（2011年）
- 女神の天秤（TBS）

### 映画
- THEATERS（2023年）

### 舞台
- 曾根崎心中（徳兵衛）
- 幕末2001（2001年）
- 心霊探偵八雲 魂のささやき（2009年）
- カラフル企画Vol.3「めぐりあうとき」（2011年）
- 劇団桟敷童子「空ヲ喰ラウ」（2023年）[26]

### シリーズ一覧
1. ↑  『14』（2005年）、『9』（2006年）